# Clara Filleul
Clara Pauline Filleul, cunoscută și drept Clara Filleul de Pétigny, (n. 18 martie 1822, Nogent-le-Rotrou, Centre-Val de Loire, Franța – d. 7 august 1878, Paris, Franța) (1822–1878) a fost o pictoriță și scriitoare pentru copii franceză. Împreună cu pictorul Raymond Monvoisin⁠(d), a călătorit în America de Sud la sfârșitul anilor 1840, devenind un portretist de succes în Santiago. La întoarcerea în Franța, a expus la Salonul de la Paris⁠(d) din 1860. Ca scriitoare, din 1846 a publicat o serie de povestiri ilustrate pentru copii.

## Biografie
Născută la 18 martie 1833 la Nogent-le-Rotrou sub numele de Claire Pauline Filleul, a fost fiica avocatului François Adrien Filleul și a Paulinei de Pétigny de Rivery, care provenea dintr-o familie nobilă din Picardia.
După ce și-a terminat studiile la Instituția Delfeuille din Nogent în 1835, a călătorit în Palestina, Elveția, Italia, Egipt și Algeria, publicând relatări ilustrate ale călătoriilor sale. Apoi a studiat desenul, pictura și litografia sub îndrumarea lui Raymond Auguste Monvoisin⁠(d) și și-a expus primul tablou la Salonul de la Paris în 1842. Din 1842, ea l-a însoțit pe Monvoisin în călătorii în America de Sud pentru sejururi în Peru, Chile și Brazilia.
În 1848, împreună cu Monvoisin, a ajuns la Santiago, unde și-au deschis un studio. În următorii 10 ani, Filleul a devenit unul dintre principalii pictori din Chile, cu lucrări notabile precum Una guasa (c.1855). De asemenea, a colorat fotografii în studioul lui Victor Deroche. De asemenea, a predat artă în Santiago și a primit o medalie pentru portretele ei.
La întoarcerea în Franța în 1860, a expus din nou la Salon. În timp ce picturile ei pastelate cu coșuri cu fructe au fost foarte apreciate, a creat și portrete în ulei și a dat lecții de pictură. Mai multe dintre cărțile ei au fost retipărite, inclusiv Récits au coin du feu și La Palestine.
Clara Filleul a murit la Paris la 7 august 1878, dar a fost înmormântată la Nogent-le-Rotrou.